# Tøstrup Sogn (Sydslesvig)
Tøstrup Sogn (på tysk Kirchspiel Toestrup) er et sogn i det nordøstlige Angel i Sydslesvig, tidligere dels i Slis Herred (Gottorp Amt) og dels i Kappel Herred, nu i kommunerne Stoltebøl, Ørsbjerg og delvis Kappel (Tøstrupskov) i Slesvig-Flensborg Kreds i delstaten Slesvig-Holsten.
I Tøstrup Sogn Sogn findes flg. stednavne:
- Arrild (delvis, resten til Nørre Brarup Sogn)
- Damstedmark (Dammstedtfeld)
- Drølt (Drült) med Drølt Skov (Drülter Holz)
- Fuglsang
- Fuglsangholt
- Fuglsangmark (Vogelsangfeld)
- Gråkjær el. Graakjær[2] (Graukjer)
- Gulde
- Guldeholt
- Havregaardsvang (Habergaardwang)
- Hesteløkke
- Hvidkilde (Wittkiel)
- Kikud (Kiekut)
- Kragelund
- Kragehøj
- Levshøj (Levshöh)
- Lille Drølt (Drült)
- Mariemark (Marienfeld)
- Rytterbjerg (Reuterberg)
- Rosendal
- Skræpperyde (Schrepperie)
- Skørdrup (også Skjørdrup, Schörderup)
- Skørdrupmark (Schörderupfeld)
- Skørdrupmølle
- Skovløkke
- Snurom (Schnurrum)
- Spanbro (Spannbrück)
- Stenneshøj (Stenneshöh)
- Stoltebøl
- Stoltebølhegn
- Stoltebølholt (Stoltebüllholz)
- Stoltebølløkke
- Sveltholm (Schweltholm)
- Sønderskov (Sünnerschau)
- Tøstrup (Toestrup)
- Tøstrup Mølle
- Tøstrupgård el. Tøstrup gods (Toestorf)
- Tøstrupskov (Toestrupholz)
- Tækkerhuset (Tekerhuus, Deckerkate)
- Ørsbjerg (Oersberg)